# 物种多样性
物种多样性是生物多样性的简单度量，它只计算给定地区的不同物种数量。在数学公式裡用{\displaystyle S}代表。
物种的丰富程度跟纬度呈明显的反比关系。即使考虑高纬度地区地表面积减少等因素的修正，离赤道越远，物种就越稀少。
物种多样性的其它度量包括种群的稀有程度，以及他们具备的进化稀有特征的数量。